# Мазур Сергій Миколайович
Сергій Миколайович Мазур (нар. 23 травня 1970, Гірник, Донецька область, УРСР) — радянський та український футболіст та тренер, виступав на позиції захисника та півзахисника.

## Кар'єра гравця
Вихованець ворошиловградської Школи-інтернату спортивного профілю. Футбольну кар'єру розпочав 1987 року в складі дублюючої команди «Шахтаря». У 1990 році почав залучатися до тренувань з першою командою «гірників», у складі якої двічі виходив на поле в поєдинках Вищої ліги СРСР. Не маючи можливості заграти в основному складі «Шахтаря», 1991 року переходить до «Кривбасу», який грав у Другій нижчій лізі СРСР (Чемпіонат України). Після розпаду СРСР взяв участь в дебютному розіграші Першої ліги, за підсумками якого допоміг криворіжцям вибороти путівку до еліти українського футболу, Вищої ліги. У 1994 році переходить до жовтоводського «Сіріуса», в якому виступає до розформування команди в зв'язку з банкрутством. Потім півсезону відіграв у «Закарпатті», після чого повернувся до «Кривбасу». У 1996 року переїхав до Росії, де грав за рязанський «Спартак». Наприкінці кар'єри переїхав до Казахстану, де захищав кольори «Єсіль-Богатиря» (Петропавловськ) та «Іртиш» (Павлодар).

## Кар'єра тренера
На початку 2000-х років повернувся до «Кривбасу», де очолив молодіжний склад. Після банкрутства та розформування криворізького клубу в 2015 році очолив відроджений «Кривбас», який стартував у чемпіонаті Дніпропетровської області. Восени 2011 року пережив серцевий напад.

## Особисте життя
Брат, Василь Мазур, також професіональний футболіст.

## Досягнення
«Кривбас»
- Перша ліга України
  -  Чемпіон (1): 1992

«Сіріус» (Жовті Води)
- Перехідна ліга чемпіонату України
  -  Чемпіон (1): 1993/94

«Єсіль-Богатир» (Петропавловськ)
- Вища ліга Казахстану
  -  Срібний призер (2): 1999, 2000

«Іртиш» (Павлодар)
- Кубок Казахстану
  -  Фіналіст (1): 2001